# Konrad Osterwalder
Pour les articles homonymes, voir Osterwalder.
Konrad Osterwalder, né le 3 juin 1942 à Frauenfeld dans le canton de Thurgovie, est un mathématicien suisse spécialiste de physique théorique. Il est sous-secrétaire général des Nations unies, et recteur de l'université des Nations unies. Il a été nommé à ce poste par le secrétaire général des Nations unies, Ban Ki-moon, en mai 2007.

## Biographie
Konrad Osterwalder a fait ses études à l'École polytechnique fédérale de Zurich. Il a été président de l'International Association of Mathematical Physics entre 1985 et 1987.

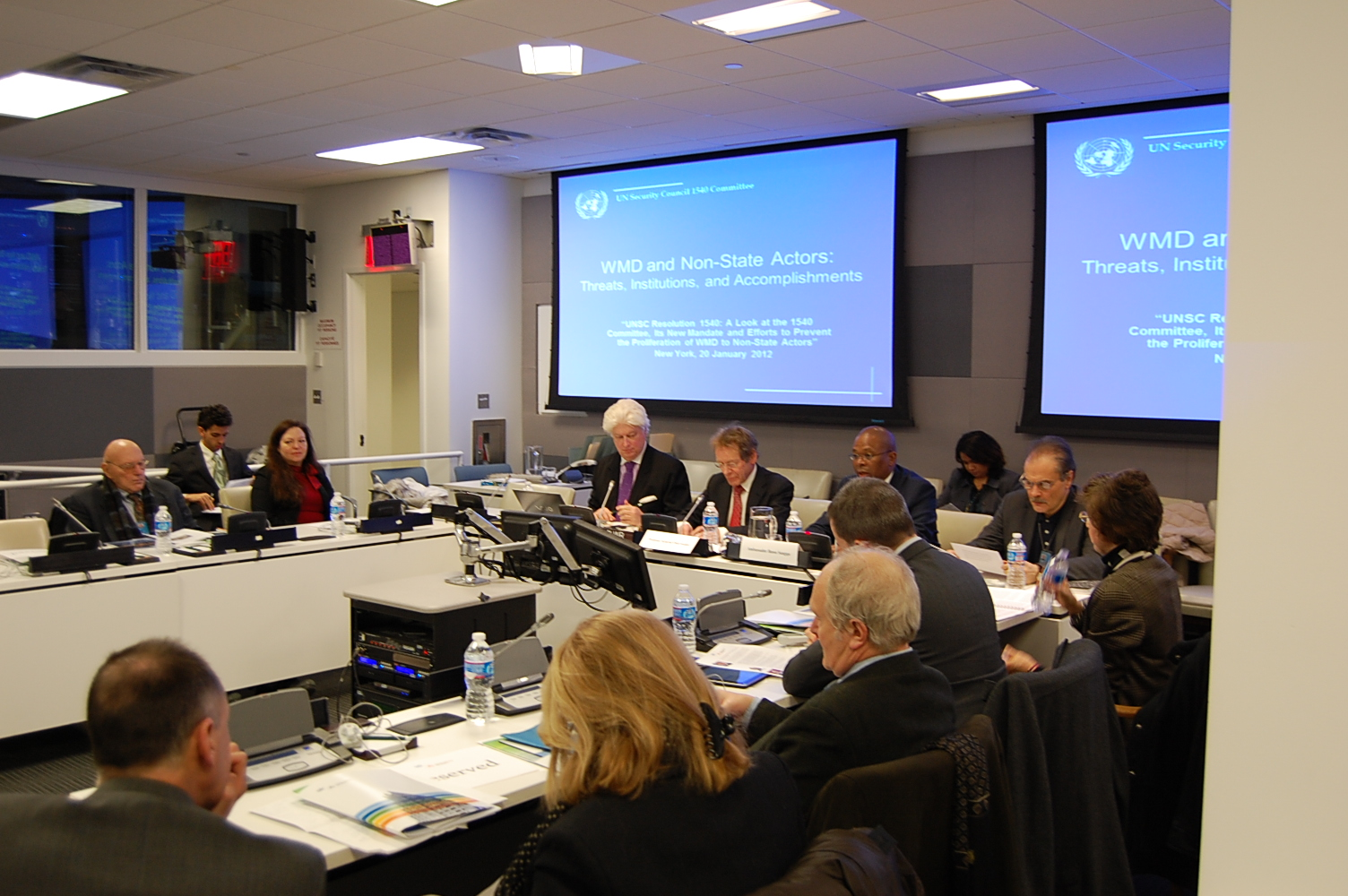
Konrad Osterwalder siégeant à l'ONU

## Récompenses
- Membre de l'Académie suisse des sciences techniques[3]
- Docteur honoris causa de l'université d'Helsinki[4]
- Membre honoraire de l'université technique de Riga[5]
- 2009 : Matteo Ricci International Award[6]
- 2010 : Médaille Leonardo da Vinci[7]